# Oncocephala insignis
Oncocephala insignis is een keversoort uit de familie bladkevers (Chrysomelidae). De wetenschappelijke naam van de soort werd in 1899 gepubliceerd door Raffaello Gestro.